# Sponsor cupreoviolaceus
Sponsor cupreoviolaceus es una especie de escarabajo del género Sponsor, familia Buprestidae. Fue descrita científicamente por Descarpentries en 1965.

## Distribución
Habita en la región afrotropical.